# Bill Forrester
Bill Forrester est un nageur américain né le 18 décembre 1957.

## Biographie
Bill Forrester dispute l'épreuve du 200 m papillon aux Jeux olympiques d'été de 1976 de Montréal et remporte la médaille de bronze.